# Tadeusz Ślusarski
Tadeusz Ślusarski, född 19 maj 1950 i Żary, Lubusz vojvodskap, död den 17 augusti 1998, var en polsk friidrottare som tävlade i stavhopp.
Ślusarski deltog vid tre olympiska spel. Vid Olympiska sommarspelen 1972 rev han ut sig på sin ingångshöjd 5,00 meter. Vid Olympiska sommarspelen 1976 klarade han 5,50 vilket då var tangerat olympiskt rekord och räckte till en guldmedalj. Hans tredje mästerskap var Olympiska sommarspelen 1980 i Moskva. Denna gång klarade han 5,65 och blev silvermedaljör slagen av landsmannen Władysław Kozakiewicz. 
Han deltog vid VM 1983 och slutade på fjärde plats. 
1998 avled han i en bilolycka tillsammans med Władysław Komar som var olympisk mästare i kulstötning.

## Personliga rekord
- Stavhopp - 5,70 meter från 1983